# Pierre Henry Schneit
Pierre Henry Schneit, né à Versailles le 11 juillet 1770 et mort à Paris le 27 mars 1845, est un maréchal de camp (général de brigade) et baron d'Empire français.
Il participe aux guerres de la Révolution et de l'Empire et est nommé baron d'Empire en 1813 alors qu'il est colonel d'un régiment de chasseurs à cheval. Le général Marbot, qui a combattu dans la même brigade, parle du « brave colonel Schneit » à plusieurs reprises dans ses Mémoires.

## Biographie

### Famille
Il est le fils d’Henry Schneit, ébéniste, et de Marie Jacquette Huguenotte, son épouse. Son parrain est Pierre Rousel, valet de pied du roi au Château de Versailles et sa marraine Victoire Delmas, fille d’Antoine Delmas, délivreur aux écuries de madame La Dauphine (officier chargé de la nourriture des chevaux).
Il se marie le 13 décembre 1809 à Paris, à l'église Saint-Sulpice (Paris 6e) avec Aglaé Thérèse Mazel. Il a 39 ans et elle 19. Deux fils naîtront de cette union, le baron Achille-Hubert, peintre d’histoire, né à Avallon le 16 septembre 1810 et décédé à Avallon le 1er décembre 1886 et  Charles Auguste, né à Châlons-en-Champagne le 27 juillet 1826 et décédé le 7 août 1877.

### De chasseur à baron d'Empire
Il entre au service le 14 décembre 1788, comme chasseur au régiment de Chasseurs de Champagne devenu 12e régiment de chasseurs à cheval. Il est nommé brigadier le 1er juillet 1793, puis maréchal des logis le 5 ventôse an IX (23 février 1795).
Il arrive comme sous-lieutenant aux chasseurs de la garde consulaire le 1er ventôse an VIII (20 février 1800), passe lieutenant en second le 13 thermidor an IX (1er août 1801), lieutenant en premier le 21 vendémiaire an XI (13 octobre 1802), est fait chevalier de la Légion d'honneur le 25 prairial an XII (14 juin 1804), promu capitaine de vélites le 27 vendémiaire an XIV (19 octobre 1805) et chef d’escadron le 17 juin 1809. Il est promu officier de la Légion d'honneur le 15 août 1809 puis nommé chevalier de l'Empire par décret impérial du 15 mars 1810.
Le 27 février 1813, il est nommé colonel au 24e régiment de chasseurs à cheval. Son  régiment fait brigade avec le 23e régiment de chasseurs à cheval, commandé par le colonel Marbot. Ce dernier parle plusieurs fois du « brave colonel Schneit » dans ses Mémoires,.
Il reçoit le titre de baron d'Empire par décret impérial du 28 septembre 1813 et lettres patentes du 24 janvier 1814, en raison de ses mérites dans l’exercice de ses fonctions militaires ainsi qu’une dotation de 2 000 francs.
Le 17 juillet 1814, il passe au 8e régiment de chasseurs à cheval qui devient à la même date 8e régiment de chasseurs à cheval de Bourbon, qui voit disparaître le nom de Bourbon pour devenir simplement le 8e régiment de chasseurs à cheval à la suite du décret de Napoléon en date du 25 avril 1815.
Licencié avec demi-solde le 30 novembre 1815, celle-ci est renouvelée le 30 octobre 1816. Il est admis à la retraite par ordonnance du 23 décembre 1818 à compter du 1er juillet 1818. Après les Trois Glorieuses, il reprend de l'activité et est à la tête du 4e régiment de cuirassiers le 20 août 1830, comme colonel,.
Promu commandeur de la Légion d'honneur le 29 mars 1831, il est admis dans le cadre de réserve comme maréchal de camp (général de brigade) le 5 janvier 1832 et à la retraite, conformément à l’ordonnance du 5 avril 1832 à dater du 11 juillet 1832, avec 31 ans 5 mois et 8 jours de services.
Il meurt à Paris le 27 mars 1845 et est inhumé le 29 mars au cimetière du Nord, division 27,.

## Campagnes
Il fait les campagnes de 1792 et 1793, de l'an II à VII (1794-1799) aux armées du Nord, de Sambre-et-Meuse, de Mayence, d’Helvétie et du Danube puis les campagnes en Italie de 1800 et de 1801. Il participe ensuite, au sein de la Grande Armée, à toutes les campagnes de 1804 à 1815, dont la campagne de Russie en 1812, la campagne d'Allemagne en 1813, la campagne de France en 1814 et la campagne de Belgique en 1815 à l'Armée du Nord. Lors de la bataille de Waterloo le 18 juin, il est colonel du 8e régiment de chasseurs à cheval affecté au corps de Grouchy après Ligny.

## Blessures
Il a été blessé d’un coup au bras gauche à Landrecies en 1793, d’un coup de feu au pied gauche le 22 messidor an II (10 juillet 1794) à la Montagne-de-Fer près de Louvain puis d'un coup de boulet au pied gauche à la bataille de Leipzig le 18 octobre 1813.

## Titres
- Baron d'Empire par décret impérial du 28 septembre 1813 et lettres patentes du 24 janvier 1814[5]
- Chevalier de l'Empire par décret impérial du 15 mars 1810[5]

## Décorations
- Commandeur de la Légion d'honneur le 29 mars 1831[5]
  - Officier de la Légion d'honneur le 15 août 1809[5]
  - Chevalier de la Légion d'honneur le 25 prairial an XII (14 juin 1804) il est alors lieutenant en premier au 1er escadron des chasseurs à cheval de la Garde impériale[5],[10]
- Chevalier de l'ordre royal et militaire de Saint-Louis le 6 décembre 1814[5]

## Héraldique
Coupé ; au I, parti d’azur à trois étoiles d'or, et de gueules à l'épée haute en pal d'argent; au II, d'argent au cheval libre de sable ; au chef de sinople chargé de trois cors d'argent.